# Ауд-Геверле
Ауд-Геверле (нід. Oud-Heverlee — громада Бельгії, розташована у Фландрії. На 1 січня 2018 року населення складало 11 099 осіб. Загальна площа 31,15 км².